# Скоти Валенс
Скоти Валенс (енгл. Scotty Valens) је измишљен лик из америчке детективске серије Злочини из прошлости, којег тумачи амерички глумац Дени Пино.

## Биографија
Отац му је из Кубе а мајка из Порторика. Епизода Volunteers, говори да је рођен негде у 70 годинама 20. века, што га чини најмлађим детективом на полицијском одељењу. Има једног старијег брата Мајка, који се такође појавио у серији. Скоти је лојалан партнер према његовој колегињи Лили. Као и Лили, и он има својих проблема-његова пријатељица Елиса је имала менталних проблема а на крају умрла у очигледном самоубиству. Сигуран је да је њена смрт била случајна али нема доказе против тога. Убрзо након тога, је ушао у везу са Лилином млађом сестром Кристином. Ова веза је погоршала однос између Лили и Скотија.  